# Breznița-Motru
Breznița-Motru é uma comuna romena localizada no distrito de Mehedinți, na região de Oltênia. A comuna possui uma área de 51.13 km² e sua população era de 1689 habitantes segundo o censo de 2007.